# Anette Viborg
Anette Viborg Andreasen (Horsens, 17 de septiembre de 1990) es una deportista danesa que compite en vela en las clases Europe y Nacra 17.
Ganó dos medallas en el Campeonato Mundial de Europe, plata en 2009 y bronce en 2008, y una  medalla de plata en el Campeonato Europeo de Europe de 2007. También obtuvo una medalla de plata en el Campeonato Mundial de Nacra 17 de 2016 y una medalla de plata en el Campeonato Europeo de Nacra 17 de 2015.

## Palmarés internacional
| Campeonato Mundial | Campeonato Mundial       | Campeonato Mundial | Campeonato Mundial |
| Año                | Lugar                    | Medalla            | Clase              |
| ------------------ | ------------------------ | ------------------ | ------------------ |
| 2008               | Santo António (Portugal) | Medalla de bronce  | Europe             |
| 2009               | Brest (Francia)          | Medalla de plata   | Europe             |
| Campeonato Europeo |                          |                    |                    |
| Año                | Lugar                    | Medalla            | Clase              |
| 2007               | La Escala (España)       | Medalla de plata   | Europe             |

| Campeonato Mundial | Campeonato Mundial          | Campeonato Mundial | Campeonato Mundial |
| Año                | Lugar                       | Medalla            | Clase              |
| ------------------ | --------------------------- | ------------------ | ------------------ |
| 2016               | Clearwater (Estados Unidos) | Medalla de plata   | Nacra 17           |
| Campeonato Europeo |                             |                    |                    |
| Año                | Lugar                       | Medalla            | Clase              |
| 2015               | Barcelona (España)          | Medalla de plata   | Nacra 17           |